# 톰 툴리

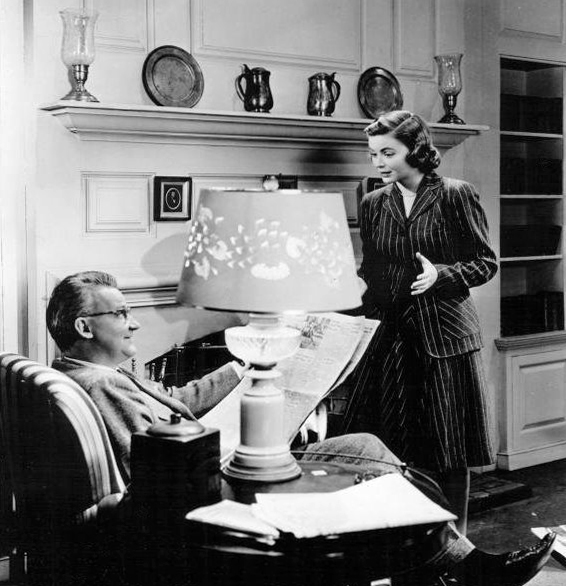

톰 툴리(Tom Tully, 1908년 8월 21일 ~ 1982년 4월 27일)는 미국의 장교, 연극 배우, 영화배우, 텔레비전 배우이다.
듀랑고에서 태어났으며 뉴포트비치에서 사망하였다. 사인은 암이다.

## 영화
- 모스맨 (2002년)
- 밥 로버츠 (1992년)
- 포키스 2 (1983년)
- 봉고봉고 대소동 (1981년)
- 돌파구 (1973년)
- 경찰 초년병 (1972년)
- 일망타진 (1968년)
- 특전 네이비 2 - 공군 조인 (1965년)
- 카펫베거 (1964년)
- 보난자 (1959년)
- 페리 메이슨 (1957년)
- 사랑하거나 떠나거나 (1955년)
- 케인호의 반란 (1954년)
- 트러블 어롱 더 웨이 (1953년)
- 푸른 달 (1953년)
- 비애 (1952년)
- 최고의 사랑 (1952년)
- 재즈 싱어 (1952년)
- 텍사스 카니발 (1951년)
- 웨어 더 사이드워크 엔드 (1950년)
- 키스 포 코리스 (1949년)
- 준 브라이드 (1948년) - 미스터 휘트먼 브링커 역
- 스쿠다 후! 스쿠다 헤이! (1948년)
- 블러드 온 더 문 (1948년)
- 레이첼과 이방인 (1948년)
- 키스 앤 텔 (1945년)
- 언씬 (1945년)
- 모험 (1945년)
- 아윌 비 씨 유 (1944년)
- 노던 퍼슈트 (1943년)
- 데스티네이션 도쿄 (1943년)